# Женщины за решёткой 2 (фильм, 1993)
«Же́нщины за решёткой 2» (англ. Chained Heat 2, другое название — «Страсть на цепи́ 2») — художественный фильм 1993 года, поставленный режиссёром Ллойдом Симэндлом.

## Сюжет
После падения коммунистического режима чехословацкая тюрьма Разек, которую возглавляет Магда Кассар (Нильсен), приспосабливается к новым реалиям. Здесь оказываются молодые девушки, которые обвиняются в торговле наркотиками. Одной из них оказывается американка Александра Моррисон. Суд приговаривает её к 10-ти летнему тюремному сроку. К ней на помощь отправляется сестра Сюзанн.

## В ролях
- Бриджит Нильсен — Магда Кассар
- Пол Косло — Франклин Гофф
- Кимберли Кейтс — Алекс Моррисон
- Кари Витмэн — Сюзан Моррисон
- Яна Свандова — Роза Шмидт
- Марек Васут — Стефан Лотски
- Луция Бенешова — Тина Лукоф
- Маркета Грубешова — Карла